# Wardężyn
Wardężyn (prononciation : [varˈdɛ̃ʐɨn]) est un village polonais de la gmina de Rychwał dans le powiat de Konin de la voïvodie de Grande-Pologne dans le centre-ouest de la Pologne.
Il se situe à environ 4 kilomètres au nord-ouest de Rychwał (siège de la gmina), à 15 kilomètres au sud-ouest de Konin (siège du powiat) et à 87 kilomètres au sud-est de Poznań (capitale régionale).

## Histoire
De 1975 à 1998, le village faisait partie du territoire de la voïvodie de Konin.

Depuis 1999, Wardężyn est situé dans la voïvodie de Grande-Pologne.